# István Bethlen (Politiker)

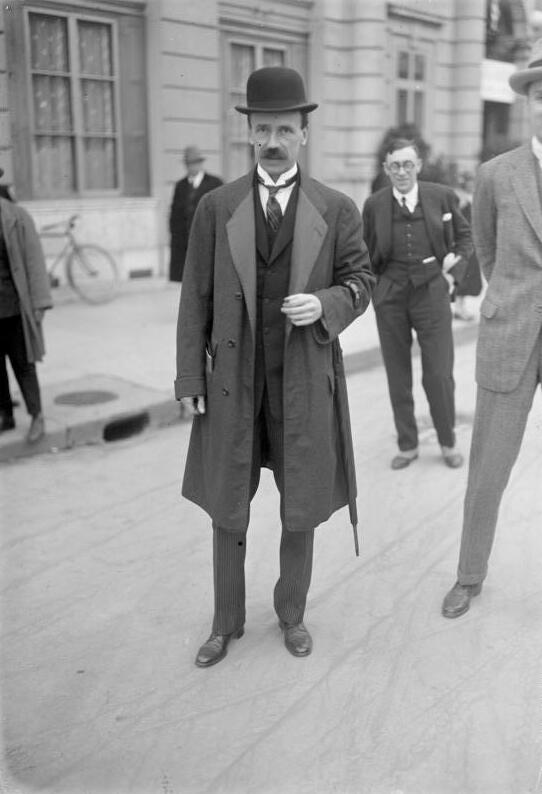
István Bethlen (1930)

István Graf Bethlen von Bethlen [ˈiʃtvaːn ˈbɛtlɛn] (* 8. Oktober 1874 in Gernyeszeg, Österreich-Ungarn; † vermutlich am 5. Oktober 1946 in Moskau) war ein ungarischer Politiker und von 1921 bis 1931 ungarischer Ministerpräsident.

## Leben
István Bethlen stammte aus einer alten Adelsfamilie aus Siebenbürgen. Er wurde bei der Parlamentswahl 1901 in der ungarischen Reichshälfte als Liberaler in den ungarischen Reichstag gewählt. Nach dem Zusammenbruch der Habsburgermonarchie 1918 kämpfte er gegen die ungarische Räterepublik und wurde enger Berater von Miklós Horthy. Der Reichsverweser ernannte ihn 1921 zum Ministerpräsidenten. Dieses Amt hatte er bis 1931 inne.
Gestützt auf die 1922 gegründete Einheitspartei regierte Bethlen autoritär. Er bemühte sich um die wirtschaftliche Konsolidierung Ungarns. Durch ein 1927 geschlossenes Bündnis mit Italien konnte er ein Gegengewicht gegen die Kleine Entente schaffen und die nach 1918 eingetretene Isolierung Ungarns durchbrechen. Nach der deutschen Besetzung Ungarns im Mai 1944 ging Bethlen in den Untergrund, aber die Rote Armee ergriff ihn und verschleppte ihn im April 1945 nach Moskau, wo er laut eines sowjetischen Obduktionsberichts am 5. Oktober 1946 gestorben sein soll. Auf dem Kerepesi temető wurde für ihn eine Gedenktafel aufgestellt.